# Hoofdklasse (mannenhandbal) 2018/19
De hoofdklasse is de laagste afdeling van het Nederlandse handbal bij de heren op landelijk niveau. De hoofdklasse bestaat uit vier gelijkwaardige onafhankelijke groepen/competities (A, B, C en D), elk bestaande uit 12 teams en een eigen kampioen. Het kan voorkomen, e.g. omdat teams zich terugtrekken, dat een competitie uit minder dan 12 teams bestaat.

## Opzet
- De vier kampioenen promoveren rechtstreeks naar de tweede divisie (mits er niet al een hogere ploeg van dezelfde vereniging in de tweede divisie speelt).
- De vier ploegen die als laatste (twaalfde) eindigen degraderen naar de regio eerste klasse.
- Daarnaast spelen de vier ploegen die als elfde zijn geëindigd onderling een halve competitie. De ploeg die hierbij als eerste eindigt, handhaaft zich in de hoofdklasse en de overige drie ploegen degraderen eveneens naar de regio eerste klasse.

Er promoveren dus 4 ploegen, en er degraderen 7 (gelijk aan het aantal eerste klassen bij de heren) ploegen.
- Indien er een mogelijkheid bestaat dat er op hoger niveau e.g. ploegen zich terugtrekken en er daardoor extra ploegen kunnen promoveren, worden er zogenaamde rangorde wedstrijden gespeeld tussen de vier ploegen die als tweede geëindigd. Dit betreft een halve competitie waarin de volgorde wordt uitgemaakt van het eerste recht tot promotie indien er extra ploegen kunnen promoveren.

## Hoofdklasse A

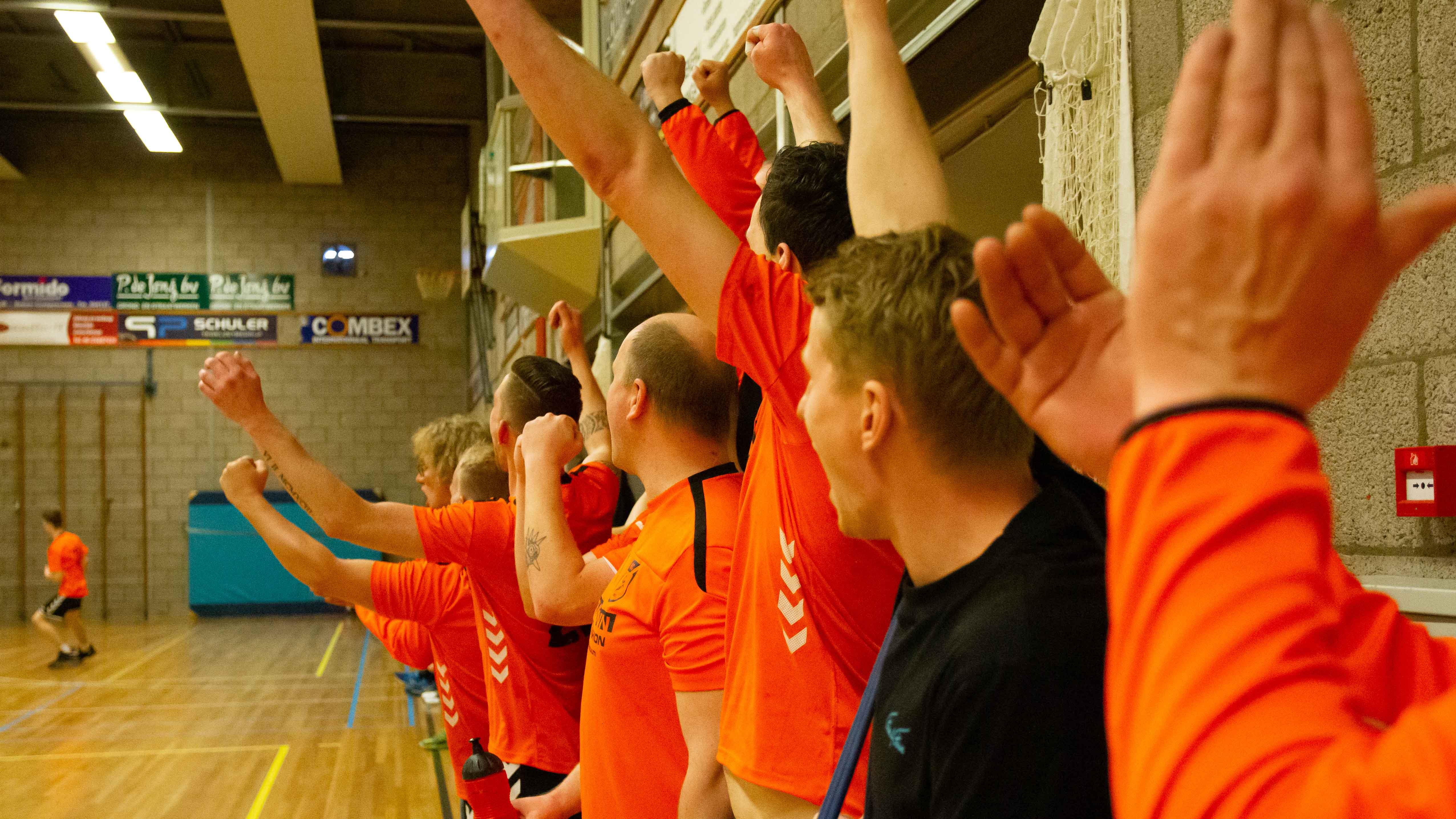
Op 7 april 2019 viert HVC het kampioenschap van de hoofdklasse A.

### Teams
| Ploeg                  | Plaats            | Provincie  | Hal                    |
| ---------------------- | ----------------- | ---------- | ---------------------- |
| AHV Achilles           | Apeldoorn         | Gelderland | Matenpark              |
| Sani4all/Artemis '15   | Doetinchem        | Gelderland | Kon. Beatrixcentrum    |
| Cometas                | Leeuwarden        | Friesland  | Kalverdijkje 2         |
| D.O.S.                 | Emmer-Compascuum  | Drenthe    | De Klabbe              |
| Duiven                 | Duiven            | Gelderland | Sportcentrum Triominos |
| Erix                   | Lichtenvoorde     | Gelderland | Hamalandhal            |
| Huissen                | Huissen           | Gelderland | de Brink               |
| JD Techniek/Hurry-Up 2 | Zwartemeer        | Drenthe    | de Eendracht           |
| H.V.C.                 | Barger-Compascuum | Drenthe    | De Klabbe              |
| Kwiek                  | Hollandscheveld   | Drenthe    | Valkenlaan             |
| Udi '96                | Arnhem            | Gelderland | Kermisland             |
| Unitas 2               | Rolde             | Drenthe    | de Boerhoorn           |

### Stand
| Pos | Team                   | Wed | W  | G | V  | Ptn | DV  | DT  | +/−  | Opmerking                                                |
| --- | ---------------------- | --- | -- | - | -- | --- | --- | --- | ---- | -------------------------------------------------------- |
| 1   | H.V.C. (K, P)          | 22  | 13 | 2 | 7  | 28  | 540 | 484 | +56  | Promoveert naar de tweede divisie                        |
| 2   | Cometas (P)            | 22  | 13 | 1 | 8  | 27  | 594 | 566 | +28  | Rangorde wedstrijden                                     |
| 3   | Udi '96                | 22  | 12 | 1 | 9  | 25  | 558 | 522 | +36  |                                                          |
| 4   | Sani4all/Artemis '15   | 22  | 12 | 1 | 9  | 25  | 519 | 484 | +35  |                                                          |
| 5   | Huissen                | 22  | 11 | 3 | 8  | 25  | 557 | 533 | +24  |                                                          |
| 6   | D.O.S.                 | 22  | 11 | 2 | 9  | 24  | 572 | 549 | +23  |                                                          |
| 7   | AHV Achilles           | 22  | 10 | 3 | 9  | 23  | 558 | 523 | +35  |                                                          |
| 8   | Unitas 2               | 22  | 10 | 1 | 11 | 21  | 589 | 625 | −36  |                                                          |
| 9   | Erix                   | 22  | 9  | 2 | 11 | 20  | 575 | 606 | −31  |                                                          |
| 10  | JD Techniek/Hurry-Up 2 | 22  | 10 | 0 | 12 | 20  | 529 | 566 | −37  |                                                          |
| 11  | Duiven (O)             | 22  | 8  | 0 | 14 | 16  | 548 | 580 | −32  | Nacompetitie voor degradatie naar de regio eerste klasse |
| 12  | Kwiek (R)              | 22  | 4  | 2 | 16 | 10  | 502 | 603 | −101 | Degradeert naar de regio eerste klasse                   |

### Uitslagen
| Thuis \ Uit            | ACH   | ART   | COM   | DOS   | DUI   | ERI   | HUI   | HUR   | HVC   | KWK   | UDI   | UNI   |
| ---------------------- | ----- | ----- | ----- | ----- | ----- | ----- | ----- | ----- | ----- | ----- | ----- | ----- |
| AHV Achilles           |       | 19–21 | 33–23 | 23–17 | 19–14 | 26–31 | 19–19 | 27–17 | 26–16 | 26–19 | 18–21 | 29–19 |
| Sani4all/Artemis '15   | 26–22 |       | 21–22 | 30–13 | 26–23 | 25–20 | 25–18 | 24–20 | 20–20 | 28–18 | 25–21 | 27–24 |
| Cometas                | 27–24 | 18–17 |       | 26–26 | 33–23 | 29–28 | 30–23 | 27–17 | 29–25 | 33–21 | 34–29 | 27–30 |
| D.O.S.                 | 28–28 | 30–22 | 30–26 |       | 26–20 | 26–17 | 28–23 | 21–23 | 26–18 | 31–25 | 27–20 | 34–21 |
| Duiven                 | 26–28 | 31–29 | 32–21 | 29–32 |       | 29–34 | 30–21 | 32–19 | 26–20 | 30–25 | 17–24 | 28–27 |
| Erix                   | 28–26 | 24–25 | 23–27 | 28–18 | 28–25 |       | 20–29 | 27–22 | 29–20 | 34–32 | 29–31 | 34–30 |
| Huissen                | 32–33 | 21–20 | 28–26 | 29–26 | 26–25 | 24–24 |       | 33–11 | 23–23 | 28–17 | 25–15 | 30–26 |
| JD Techniek/Hurry-Up 2 | 25–32 | 26–23 | 35–25 | 31–27 | 33–20 | 32–30 | 33–25 |       | 21–30 | 34–26 | 31–26 | 34–18 |
| H.V.C.                 | 25–20 | 26–18 | 31–23 | 24–23 | 33–15 | 31–16 | 28–20 | 19–18 |       | 22–23 | 35–24 | 24–19 |
| Kwiek                  | 25–25 | 21–24 | 22–26 | 27–25 | 22–28 | 26–26 | 25–34 | 24–12 | 15–20 |       | 16–23 | 30–29 |
| Udi '96                | 31–23 | 22–19 | 26–22 | 28–24 | 27–22 | 32–22 | 23–24 | 29–17 | 17–20 | 34–16 |       | 29–29 |
| Unitas 2               | 33–32 | 25–24 | 22–40 | 31–34 | 27–23 | 41–23 | 26–22 | 21–18 | 33–30 | 31–27 | 27–26 |       |

## Hoofdklasse B

### Teams
| Ploeg                        | Plaats            | Provincie     | Hal              |
| ---------------------------- | ----------------- | ------------- | ---------------- |
| Bevo HC 3                    | Panningen         | Limburg       | de Heuf          |
| SMEZO/BFC 2                  | Beek              | Limburg       | de Haamen        |
| Blerick                      | Venlo             | Limburg       | Egerbos          |
| Dongen                       | Dongen            | Noord-Brabant | De Salamander    |
| Heerle                       | Heerle            | Noord-Brabant | De Omganck       |
| NOAV                         | Susteren          | Limburg       | Reinoudhal       |
| PSV Handbal                  | Eindhoven         | Noord-Brabant | De Tempel        |
| United Breda/Orion (R)       | Breda             | Noord-Brabant | Haagse Beemden   |
| Cabooter Group/HandbaL Venlo | Venlo             | Limburg       | Craneveld        |
| V.I.O.S.                     | Heythuysen        | Limburg       | Aoreven          |
| Wittenhorst                  | Horst             | Limburg       | de Berkel        |
| Zwart-Wit                    | Oirsbeek-Schinnen | Limburg       | de Oirsprong MFC |

### Stand
| Pos | Team                         | Wed | W  | G | V  | Ptn | DV  | DT  | +/−  | Opmerking                                                |
| --- | ---------------------------- | --- | -- | - | -- | --- | --- | --- | ---- | -------------------------------------------------------- |
| 1   | SMEZO/BFC 2 (K, P)           | 22  | 18 | 0 | 4  | 36  | 607 | 490 | +117 | Promoveert naar de tweede divisie                        |
| 2   | PSV Handbal                  | 22  | 16 | 1 | 5  | 33  | 626 | 507 | +119 | Rangorde wedstrijden                                     |
| 3   | Cabooter Group/HandbaL Venlo | 22  | 15 | 1 | 6  | 31  | 666 | 559 | +107 |                                                          |
| 4   | Bevo HC 3                    | 22  | 14 | 1 | 7  | 29  | 623 | 571 | +52  |                                                          |
| 5   | V.I.O.S.                     | 22  | 13 | 1 | 8  | 27  | 687 | 590 | +97  |                                                          |
| 6   | Dongen                       | 22  | 11 | 1 | 10 | 23  | 608 | 590 | +18  |                                                          |
| 7   | Heerle                       | 22  | 8  | 1 | 13 | 17  | 554 | 572 | −18  |                                                          |
| 8   | Blerick                      | 22  | 8  | 1 | 13 | 17  | 491 | 587 | −96  |                                                          |
| 9   | Zwart-Wit                    | 22  | 6  | 4 | 12 | 16  | 513 | 587 | −74  |                                                          |
| 10  | NOAV                         | 22  | 5  | 2 | 15 | 12  | 640 | 730 | −90  |                                                          |
| 11  | United Breda/Orion (R) (O)   | 22  | 5  | 2 | 15 | 12  | 545 | 651 | −106 | Nacompetitie voor degradatie naar de regio eerste klasse |
| 12  | Wittenhorst (R)              | 22  | 4  | 3 | 15 | 11  | 470 | 596 | −126 | Degradeert naar de regio eerste klasse                   |

### Uitslagen
| Thuis \ Uit                  | BEV   | BFC   | BLE   | DNG   | HEE   | NOA   | PSV   | U&O   | VEN   | VIO   | WIT   | ZWW   |
| ---------------------------- | ----- | ----- | ----- | ----- | ----- | ----- | ----- | ----- | ----- | ----- | ----- | ----- |
| Bevo HC 3                    |       | 24–32 | 27–17 | 30–28 | 29–24 | 38–30 | 19–22 | 31–23 | 28–33 | 30–30 | 29–23 | 22–18 |
| SMEZO/BFC 2                  | 26–21 |       | 31–19 | 25–20 | 33–27 | 34–20 | 22–20 | 29–17 | 24–29 | 32–25 | 40–14 | 26–19 |
| Blerick                      | 31–30 | 22–17 |       | 20–23 | 25–18 | 23–32 | 24–24 | 25–18 | 25–32 | 23–32 | 21–13 | 23–17 |
| Dongen                       | 27–25 | 24–27 | 34–16 |       | 31–24 | 43–38 | 19–26 | 25–22 | 29–25 | 30–35 | 30–30 | 22–17 |
| Heerle                       | 19–33 | 23–28 | 36–10 | 27–23 |       | 36–28 | 21–22 | 30–25 | 25–34 | 24–26 | 24–10 | 28–22 |
| NOAV                         | 28–32 | 29–35 | 32–25 | 31–39 | 37–32 |       | 19–38 | 29–29 | 34–40 | 35–38 | 27–25 | 30–26 |
| PSV Handbal                  | 27–29 | 23–21 | 34–25 | 36–31 | 26–16 | 31–30 |       | 38–21 | 21–18 | 29–22 | 39–18 | 29–21 |
| United Breda/Orion (R)       | 28–40 | 23–26 | 33–20 | 27–34 | 17–30 | 34–27 | 29–26 |       | 35–30 | 28–37 | 25–21 | 20–20 |
| Cabooter Group/HandbaL Venlo | 27–29 | 27–19 | 29–18 | 31–28 | 30–21 | 41–30 | 31–26 | 39–24 |       | 32–23 | 31–18 | 28–29 |
| V.I.O.S.                     | 28–29 | 24–25 | 35–27 | 32–24 | 37–20 | 38–24 | 31–32 | 41–20 | 26–23 |       | 25–27 | 44–23 |
| Wittenhorst                  | 24–25 | 18–25 | 17–23 | 20–24 | 25–25 | 31–28 | 23–20 | 22–19 | 21–30 | 22–30 |       | 32–32 |
| Zwart-Wit                    | 26–23 | 22–30 | 23–29 | 26–20 | 21–24 | 22–22 | 17–37 | 31–28 | 26–26 | 31–28 | 24–16 |       |

## Hoofdklasse C

### Teams
| Ploeg                  | Plaats       | Provincie     | Hal                       |
| ---------------------- | ------------ | ------------- | ------------------------- |
| Celeritas              | Bunnik       | Utrecht       | De Tol                    |
| Gemini (Z)             | Zoetermeer   | Zuid-Holland  | Oosterpoort               |
| Hercules 2             | Den Haag     | Zuid-Holland  | Boswijk                   |
| HMS/Achilles           | Utrecht      | Utrecht       | Zuilen                    |
| HVOS                   | Spijkenisse  | Zuid-Holland  | Olympia                   |
| Leidsche Rijn          | Vleuten      | Utrecht       | Europahal                 |
| S.V. ORION (Z)/G.S.C.  | Heinkenszand | Zeeland       | Omnium                    |
| Saturnus '72           | Ridderkerk   | Zuid-Holland  | Reijerhal                 |
| SOS-Kwieksport         | Den Haag     | Zuid-Holland  | Sporthal Zuidhaghe        |
| U.S. 2                 | Amsterdam    | Noord-Holland | de Pijp                   |
| Het Schielicht/Ventura | Schiedam     | Zuid-Holland  | Sporthal Willem Alexander |
| KRAS/Volendam 3        | Volendam     | Noord-Holland | Opperdam                  |

### Stand
| Pos | Team                   | Wed | W  | G | V  | Ptn | DV  | DT  | +/−  | Opmerking                                                |
| --- | ---------------------- | --- | -- | - | -- | --- | --- | --- | ---- | -------------------------------------------------------- |
| 1   | HVOS (K, P)            | 22  | 16 | 2 | 4  | 34  | 622 | 487 | +135 | Promoveert naar de tweede divisie                        |
| 2   | Het Schielicht/Ventura | 22  | 16 | 0 | 6  | 32  | 574 | 514 | +60  | Rangorde wedstrijden                                     |
| 3   | Celeritas              | 22  | 15 | 0 | 7  | 30  | 586 | 518 | +68  |                                                          |
| 4   | KRAS/Volendam 3        | 22  | 12 | 2 | 8  | 24  | 642 | 576 | +66  |                                                          |
| 5   | HMS/Achilles           | 22  | 12 | 0 | 10 | 24  | 550 | 536 | +14  |                                                          |
| 6   | Saturnus '72           | 22  | 12 | 0 | 10 | 24  | 630 | 623 | +7   |                                                          |
| 7   | Hercules 2             | 22  | 11 | 0 | 11 | 22  | 626 | 612 | +14  |                                                          |
| 8   | U.S. 2                 | 22  | 11 | 0 | 11 | 22  | 526 | 534 | −8   |                                                          |
| 9   | Gemini (Z)             | 22  | 10 | 1 | 11 | 21  | 524 | 533 | −9   |                                                          |
| 10  | Leidsche Rijn          | 22  | 6  | 2 | 14 | 14  | 484 | 590 | −106 |                                                          |
| 11  | SOS-Kwieksport (R)     | 22  | 5  | 1 | 16 | 11  | 485 | 560 | −75  | Nacompetitie voor degradatie naar de regio eerste klasse |
| 12  | ORION (Z)/G.S.C. (R)   | 22  | 2  | 0 | 20 | 2   | 461 | 627 | −166 | Degradeert naar de regio eerste klasse                   |

1. ↑  KRAS/Volendam 3 heeft 2 punten in mindering gekregen.
2. ↑  ORION (Z)/G.S.C. heeft 2 punten in mindering gekregen.

### Uitslagen
| Thuis \ Uit            | CEL   | GEM   | HER   | HMS   | HVO   | LEI   | ORI   | SAT   | SOS   | US    | VNT   | VOL   |
| ---------------------- | ----- | ----- | ----- | ----- | ----- | ----- | ----- | ----- | ----- | ----- | ----- | ----- |
| Celeritas              |       | 21–16 | 35–23 | 25–14 | 24–31 | 30–16 | 30–13 | 26–20 | 24–18 | 24–23 | 27–21 | 36–31 |
| Gemini (Z)             | 19–18 |       | 34–26 | 26–22 | 24–32 | 32–19 | 27–26 | 31–25 | 23–22 | 21–22 | 17–19 | 21–27 |
| Hercules 2             | 26–27 | 28–25 |       | 26–24 | 26–25 | 26–23 | 31–22 | 32–33 | 35–33 | 33–26 | 28–31 | 35–24 |
| HMS/Achilles           | 23–28 | 27–20 | 34–27 |       | 23–21 | 27–18 | 33–16 | 23–28 | 21–16 | 29–20 | 22–21 | 39–27 |
| HVOS                   | 36–20 | 25–21 | 28–26 | 24–17 |       | 34–20 | 29–18 | 32–23 | 26–22 | 24–25 | 31–17 | 31–31 |
| Leidsche Rijn          | 17–33 | 25–25 | 24–22 | 27–29 | 20–26 |       | 28–22 | 29–23 | 18–25 | 18–28 | 24–23 | 32–21 |
| ORION (Z)/G.S.C.       | 24–28 | 28–20 | 27–39 | 23–22 | 24–33 | 15–18 |       | 21–28 | 20–23 | 22–24 | 25–27 | 13–35 |
| Saturnus '72           | 38–30 | 29–28 | 32–26 | 28–32 | 26–25 | 31–19 | 37–31 |       | 26–24 | 20–23 | 27–30 | 30–37 |
| SOS-Kwieksport         | 29–22 | 21–24 | 25–37 | 22–26 | 18–28 | 23–23 | 23–19 | 23–31 |       | 19–20 | 22–28 | 15–12 |
| U.S. 2                 | 29–30 | 21–24 | 18–27 | 25–15 | 17–28 | 23–22 | 34–16 | 26–38 | 31–22 |       | 23–25 | 22–29 |
| Het Schielicht/Ventura | 25–24 | 31–21 | 32–23 | 31–21 | 16–24 | 30–24 | 28–14 | 33–26 | 31–16 | 26–19 |       | 26–22 |
| KRAS/Volendam 3        | 26–24 | 19–25 | 30–24 | 37–27 | 29–29 | 42–20 | 30–22 | 42–31 | 35–24 | 22–27 | 34–23 |       |

## Hoofdklasse D

### Teams
| Ploeg               | Plaats       | Provincie     | Hal                  |
| ------------------- | ------------ | ------------- | -------------------- |
| AHC '31             | Amsterdam    | Noord-Holland | Sporthallen Zuid     |
| DEF-Fire/Aristos 2  | Amsterdam    | Noord-Holland | Aristoshal           |
| De Blinkert         | Haarlem      | Noord-Holland | R.v.d.Geesthal       |
| Cometas 2           | Leeuwarden   | Friesland     | Kalverdijkje 2       |
| Yourlease/Eemland 2 | Soest        | Utrecht       | Nieuwland            |
| Havas 2             | Almere       | Flevoland     | Indische Buurt       |
| Hercules 3          | Den Haag     | Zuid-Holland  | Boswijk              |
| Najaden             | Almere       | Flevoland     | Sportpark de Wierden |
| KRAS/Volendam 4     | Volendam     | Noord-Holland | Opperdam             |
| Vrone               | Sint Pancras | Noord-Holland | de Oostwal           |
| Commandeur/VVW      | Wervershoof  | Noord-Holland | de Dars              |
| Zaanstreek          | Zaandam      | Noord-Holland | de Tref              |

### Stand
| Pos | Team                    | Wed | W  | G | V  | Ptn | DV  | DT  | +/−  | Opmerking                                                |
| --- | ----------------------- | --- | -- | - | -- | --- | --- | --- | ---- | -------------------------------------------------------- |
| 1   | Hercules 3 (K)          | 22  | 21 | 0 | 1  | 42  | 674 | 481 | +193 | Promoveert naar de tweede divisie                        |
| 2   | Vrone                   | 22  | 18 | 0 | 4  | 36  | 644 | 524 | +120 | Rangorde wedstrijden                                     |
| 3   | Commandeur/VVW          | 22  | 14 | 0 | 8  | 28  | 570 | 488 | +82  |                                                          |
| 4   | AHC '31                 | 22  | 13 | 2 | 7  | 28  | 560 | 526 | +34  |                                                          |
| 5   | Zaanstreek              | 22  | 10 | 2 | 10 | 22  | 593 | 578 | +15  |                                                          |
| 6   | KRAS/Volendam 4         | 22  | 10 | 3 | 9  | 21  | 564 | 552 | +12  |                                                          |
| 7   | De Blinkert             | 22  | 9  | 3 | 10 | 21  | 468 | 473 | −5   |                                                          |
| 8   | Havas 2                 | 22  | 9  | 2 | 11 | 20  | 494 | 504 | −10  |                                                          |
| 9   | Cometas 2               | 22  | 8  | 1 | 13 | 17  | 512 | 601 | −89  |                                                          |
| 10  | DEF-Fire/Aristos 2      | 22  | 7  | 0 | 15 | 12  | 517 | 612 | −95  |                                                          |
| 11  | Yourlease/Eemland 2 (R) | 22  | 4  | 1 | 17 | 9   | 520 | 597 | −77  | Nacompetitie voor degradatie naar de regio eerste klasse |
| 12  | Najaden (R)             | 22  | 2  | 0 | 20 | 4   | 502 | 682 | −180 | Degradeert naar de regio eerste klasse                   |

1. ↑  KRAS/Volendam 4 heeft 2 punten in mindering gekregen.
2. ↑  DEF-Fire/Aristos 2 heeft 2 punten in mindering gekregen.

### Uitslagen
| Thuis \ Uit         | AHC   | ARI   | BLI   | COM   | EEM   | HAV   | HER   | NAJ   | VOL   | VRO   | VVW   | ZAA   |
| ------------------- | ----- | ----- | ----- | ----- | ----- | ----- | ----- | ----- | ----- | ----- | ----- | ----- |
| AHC '31             |       | 27–26 | 20–20 | 35–21 | 24–21 | 29–24 | 20–32 | 29–24 | 24–27 | 28–24 | 25–23 | 29–26 |
| DEF-Fire/Aristos 2  | 22–19 |       | 26–25 | 24–32 | 25–24 | 24–34 | 26–27 | 32–29 | 27–21 | 22–24 | 20–25 | 24–27 |
| De Blinkert         | 18–22 | 19–25 |       | 24–14 | 30–19 | 19–21 | 21–23 | 27–19 | 20–15 | 20–26 | 20–21 | 26–20 |
| Cometas 2           | 22–26 | 32–15 | 17–21 |       | 32–31 | 19–18 | 15–34 | 39–30 | 22–32 | 24–28 | 21–34 | 24–24 |
| Yourlease/Eemland 2 | 22–24 | 22–20 | 15–16 | 29–26 |       | 26–27 | 19–31 | 30–22 | 25–28 | 28–38 | 19–25 | 25–37 |
| Havas 2             | 20–20 | 27–22 | 17–17 | 20–21 | 20–25 |       | 18–29 | 31–20 | 25–15 | 15–19 | 20–19 | 32–34 |
| Hercules 3          | 34–24 | 36–28 | 31–14 | 49–18 | 30–26 | 27–14 |       | 29–21 | 29–25 | 29–27 | 25–22 | 31–23 |
| Najaden             | 21–38 | 30–32 | 25–27 | 13–29 | 27–23 | 17–28 | 16–30 |       | 27–24 | 23–35 | 21–32 | 29–34 |
| KRAS/Volendam 4     | 23–22 | 36–28 | 17–17 | 30–22 | 22–22 | 30–21 | 23–31 | 34–24 |       | 21–30 | 35–21 | 33–28 |
| Vrone               | 26–24 | 36–19 | 29–22 | 38–21 | 35–27 | 23–17 | 25–33 | 33–20 | 38–27 |       | 22–26 | 36–33 |
| Commandeur/VVW      | 28–25 | 30–11 | 30–22 | 26–19 | 30–23 | 24–17 | 27–29 | 32–16 | 27–24 | 20–23 |       | 25–27 |
| Zaanstreek          | 22–26 | 30–19 | 21–23 | 20–22 | 28–19 | 25–28 | 29–25 | 34–28 | 22–22 | 25–29 | 24–23 |       |

## Nacompetitie voor handhaving/degradatie
De 4 nummers 11 van de afzonderlijke groepen/competities spelen, op één dag op neutraal terrein (de Bloemhof te Aalsmeer), onderling een halve competitie van ingekorte wedstrijden (2x 20 minuten). De ploeg die als hoogste eindigt, handhaaft zich in de hoofdklasse. De overige 3 ploegen degraderen naar de regio eerste klasse.
Door het zich terugtrekken van Sittardia uit de Eerste divisie ontstond een proces van het herhaald doorschuiven van een team (extra promotie) uit een lagere divisie/klasse om zo steeds de opengevallen plek op te vullen. Hierdoor is er ook vanuit de Hoofdklasse een extra team gepromoveerd. De opengevallen plek in de Hoofdklasse is echter niet opgevuld door een extra team uit de Regio Eerste Klasse te laten promoveren, maar door de ploegen die in deze nacompetitie als eerste en tweede eindigen, zich te laten handhaven.

### Teams
| Positie | Team                   | Opmerking     |
| ------- | ---------------------- | ------------- |
| No. 11  | Duiven                 | Hoofdklasse A |
| No. 11  | United Breda/Orion (R) | Hoofdklasse B |
| No. 11  | SOS-Kwieksport         | Hoofdklasse C |
| No. 11  | Yourlease/Eemland 2    | Hoofdklasse D |

### Stand
| Pos | Team                    | Wed | W | G | V | Ptn | DV | DT | +/− | Opmerking                              |
| --- | ----------------------- | --- | - | - | - | --- | -- | -- | --- | -------------------------------------- |
| 1   | United Breda/Orion (R)  | 3   | 2 | 1 | 0 | 5   | 57 | 46 | +11 | Gehandhaafd in de hoofdklasse          |
| 2   | Duiven                  | 3   | 2 | 0 | 1 | 4   | 55 | 51 | +4  | Gehandhaafd in de hoofdklasse          |
| 3   | Yourlease/Eemland 2 (R) | 3   | 1 | 0 | 2 | 2   | 46 | 50 | −4  | Degraderen naar de regio eerste klasse |
| 4   | SOS-Kwieksport (R)      | 3   | 0 | 1 | 2 | 1   | 43 | 54 | −11 | Degraderen naar de regio eerste klasse |

### Uitslagen
| Thuis \ Uit            | DUI   | EEM   | SOS   | U&O   |
| ---------------------- | ----- | ----- | ----- | ----- |
| Duiven                 |       |       | 17–11 | 20–23 |
| Yourlease/Eemland 2    | 17–18 |       |       |       |
| SOS-Kwieksport         |       | 15–20 |       |       |
| United Breda/Orion (R) |       | 17–9  | 17–17 |       |

## Rangorde wedstrijden
De 4 nummers 2 van de afzonderlijke groepen/competities spelen, op één dag op neutraal terrein (de Bloemhof te Aalsmeer), onderling een halve competitie van ingekorte wedstrijden (2x 20 minuten).
In geval er e.g. door het terugtrekken van ploegen in de hogere divisies extra ploegen kunnen promoveren, bepaald de rangorde van deze halve competitie welke ploeg of ploegen als eerste het recht tot promotie verkrijgen.
Daar Sittardia zich uit de Eerste divisie heeft teruggetroken, ontstond een proces van het herhaald doorschuiven van een team (extra promotie) uit een lagere divisie/klasse om zo steeds de opengevallen plek op te vullen. Daardoor is bij deze rangorde wedstrijden dan ook daadwerkelijk om een promotieplek gespeeld.
Uiteindelijk hebben Vrone en PSV Handbal afgezien van promotie waardoor Cometas is gepromoveerd.

### Teams
| Positie | Team                   | Opmerking     |
| ------- | ---------------------- | ------------- |
| No. 2   | Cometas                | Hoofdklasse A |
| No. 2   | PSV Handbal            | Hoofdklasse B |
| No. 2   | Het Schielicht/Ventura | Hoofdklasse C |
| No. 2   | Vrone                  | Hoofdklasse D |

### Stand
| Pos | Team                   | Wed | W | G | V | Ptn | DV | DT | +/− | Opmerking                         |
| --- | ---------------------- | --- | - | - | - | --- | -- | -- | --- | --------------------------------- |
| 1   | Vrone                  | 3   | 3 | 0 | 0 | 6   | 58 | 45 | +13 | Afgezien van promotie             |
| 2   | PSV Handbal            | 3   | 2 | 0 | 1 | 4   | 60 | 60 | 0   | Afgezien van promotie             |
| 3   | Cometas (P)            | 3   | 0 | 1 | 2 | 1   | 58 | 64 | −6  | Promoveert naar de tweede divisie |
| 4   | Het Schielicht/Ventura | 3   | 0 | 1 | 2 | 1   | 55 | 62 | −7  |                                   |

### Uitslagen
| Thuis \ Uit            | COM   | PSV   | VNT   | VRO   |
| ---------------------- | ----- | ----- | ----- | ----- |
| Cometas                |       | 22–24 | 20–20 |       |
| PSV Handbal            |       |       | 23–19 | 13–19 |
| Het Schielicht/Ventura |       |       |       | 16–19 |
| Vrone                  | 20–16 |       |       |       |